# 문서 관리 시스템
문서 관리 시스템(document management system, DMS)이란 통일된 프레임워크에 따라 문서를 디지털화하고, 색인을 달며, 꼬리표를 붙여 수집된 문서를 저장하는 대규모 데이터베이스이다. 일반적으로 파일이나 문서를 저장, 공유, 추적 및 관리하는 데 사용되는 전산화된 시스템이다. 일부 시스템에는 여러 사용자가 생성하고 수정한 다양한 버전의 로그를 기록하는 이력 추적 기능이 포함되어 있다. 이 용어는 콘텐츠 관리 시스템의 개념과 일부 겹치는 부분이 있다. 종종 엔터프라이즈 콘텐츠 관리(ECM) 시스템의 구성 요소로 간주되며 디지털 자산 관리, 문서 이미징, 워크플로 시스템 및 기록 관리 시스템과 관련이 있다.

## 역사
많은 전자 문서 관리 시스템이 문서를 기본 파일 형식(Microsoft Word, Excel, PDF)으로 저장하는 반면, 일부 웹 기반 문서 관리 시스템은 콘텐츠를 HTML 형식으로 저장하기 시작했다. 이러한 HTML 기반 문서 관리 시스템은 게시 시스템 또는 정책 관리 시스템의 역할을 할 수 있다. 콘텐츠는 브라우저 기반 편집기를 사용하거나 HTML이 아닌 콘텐츠를 가져와 변환하여 캡처한다. 대부분의 검색 엔진이 기본적으로 HTML을 처리하기 때문에 문서를 HTML로 저장하면 전체 텍스트 검색 워크플로가 간소화된다. HTML 저장 형식이 없는 DMS는 독점 형식에서 텍스트를 추출해야 하므로 전체 텍스트 검색 워크플로가 다소 복잡해진다.
사용자가 인터넷 검색에 익숙해지고 콘텐츠 구성에 소요되는 시간이 줄어들면서 부울 쿼리, 클러스터 분석, 어간 추출 등의 검색 기능이 DMS의 핵심 구성 요소가 되었다.

## 같이 보기
- 문서화
- 기업 콘텐츠 관리
- 정보과학
- 지식 베이스
- 지식 경영
- 도서관학
- 제품 데이터 관리